# Фредрік Шон
Карл Фредрік Стефан Шон (швед. Carl Fredrik Stefan Schön; нар. 11 липня 1987, Юстад, Сконе) — шведський борець греко-римського стилю, бронзовий призер чемпіонату Європи, учасник Олімпійських ігор.

## Біографія

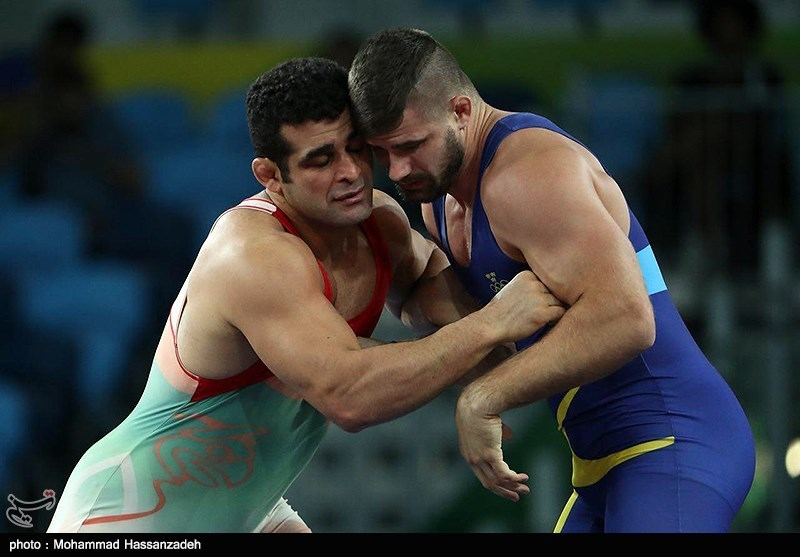
Фредрік Шон у поєдинку проти іранця Гасема Резаеї на літніх Олімпійських іграх 2016 року в Ріо-де-Жанейро

Боротьбою почав займатися з 1994 року. Бронзовий призер чемпіонату світу 2007 року серед юніорів.
Виступає за борцівський клуб «IK Sparta» з Мальме.

## Спортивні результати на міжнародних змаганнях

### Виступи на Олімпіадах
| Змагання                    | Збірна | Вагова категорія                 | Місце |
| --------------------------- | ------ | -------------------------------- | ----- |
| Літні Олімпійські ігри 2016 | Швеція | греко-римська боротьба, до 98 кг | 5     |

### Виступи на Чемпіонатах світу
| Змагання                        | Збірна | Вагова категорія                 | Місце |
| ------------------------------- | ------ | -------------------------------- | ----- |
| Чемпіонат світу з боротьби 2013 | Швеція | греко-римська боротьба, до 96 кг | 28    |
| Чемпіонат світу з боротьби 2014 | Швеція | греко-римська боротьба, до 98 кг | 16    |
| Чемпіонат світу з боротьби 2015 | Швеція | греко-римська боротьба, до 98 кг | 31    |

### Виступи на Чемпіонатах Європи
| Змагання                         | Збірна | Вагова категорія                 | Місце  |
| -------------------------------- | ------ | -------------------------------- | ------ |
| Чемпіонат Європи з боротьби 2011 | Швеція | греко-римська боротьба, до 96 кг | 13     |
| Чемпіонат Європи з боротьби 2013 | Швеція | греко-римська боротьба, до 96 кг | 19     |
| Чемпіонат Європи з боротьби 2014 | Швеція | греко-римська боротьба, до 98 кг | Бронза |
| Чемпіонат Європи з боротьби 2016 | Швеція | греко-римська боротьба, до 98 кг | 11     |

### Виступи на Кубках світу
| Змагання                    | Збірна | Вагова категорія                 | Місце |
| --------------------------- | ------ | -------------------------------- | ----- |
| Кубок світу з боротьби 2015 | Швеція | греко-римська боротьба, до 98 кг | 6     |

### Виступи на інших змаганнях
| Змагання                                                         | Збірна | Вагова категорія                 | Місце  |
| ---------------------------------------------------------------- | ------ | -------------------------------- | ------ |
| Північний чемпіонат з боротьби 2008                              | Швеція | греко-римська боротьба, до 84 кг | Срібло |
| Тор Мастерс 2009                                                 | Швеція | греко-римська боротьба, до 96 кг | Золото |
| Гран-прі Німеччини з боротьби 2009                               | Швеція | греко-римська боротьба, до 96 кг | 7      |
| Північний чемпіонат з боротьби 2009                              | Швеція | греко-римська боротьба, до 84 кг | Бронза |
| Міжнародний меморіал Дейва Шульца 2010                           | Швеція | греко-римська боротьба, до 96 кг | 6      |
| Гран-прі Німеччини з боротьби 2010                               | Швеція | греко-римська боротьба, до 96 кг | Бронза |
| Північний чемпіонат з боротьби 2010                              | Швеція | греко-римська боротьба, до 96 кг | Срібло |
| Золотий Гран-прі з боротьби 2011 (Сомбатгей)                     | Швеція | греко-римська боротьба, до 96 кг | 7      |
| Тестовий турнір FILA 2011                                        | Швеція | греко-римська боротьба, до 96 кг | 9      |
| Турнір Дана Колова — Николи Петрова 2012                         | Швеція | греко-римська боротьба, до 96 кг | 10     |
| Гран-прі Німеччини з боротьби 2012                               | Швеція | греко-римська боротьба, до 96 кг | Золото |
| Золотий Гран-прі з боротьби 2012 (Баку)                          | Швеція | греко-римська боротьба, до 96 кг | 8      |
| Кубок Хапаранди з боротьби 2012                                  | Швеція | греко-римська боротьба, до 96 кг | Срібло |
| Кубок Арво Хаавісто 2012                                         | Швеція | греко-римська боротьба, до 96 кг | 7      |
| Міжнародний меморіал Дейва Шульца 2013                           | Швеція | греко-римська боротьба, до 96 кг | Бронза |
| Турнір Дана Колова — Николи Петрова 2013                         | Швеція | греко-римська боротьба, до 96 кг | 7      |
| Північний чемпіонат з боротьби 2013                              | Швеція | греко-римська боротьба, до 96 кг | Срібло |
| Гран-прі Іспанії з боротьби 2013                                 | Швеція | греко-римська боротьба, до 96 кг | Срібло |
| Кубок Владислава Пітласинські 2013                               | Швеція | греко-римська боротьба, до 96 кг | 13     |
| Кубок Ядегара Імама 2014                                         | Швеція | греко-римська боротьба, до 98 кг | 16     |
| Золотий Гран-прі з боротьби 2014 (Сомбатгей)                     | Швеція | греко-римська боротьба, до 98 кг | 9      |
| Відкритий чемпіонат Стокгольма з боротьби 2014                   | Швеція | греко-римська боротьба, до 98 кг | Золото |
| Міжнародний меморіал Білла Фаррелла 2014                         | Швеція | греко-римська боротьба, до 98 кг | Срібло |
| Кубок Бразилії з боротьби 2014                                   | Швеція | греко-римська боротьба, до 98 кг | Золото |
| Гран-прі Парижа з боротьби 2015                                  | Швеція | греко-римська боротьба, до 98 кг | 5      |
| Гран-прі FILA 2015                                               | Швеція | греко-римська боротьба, до 98 кг | 12     |
| Міжнародний турнір Любомира Івановича-Гедзи 2015                 | Швеція | греко-римська боротьба, до 98 кг | 5      |
| Гран-прі Іспанії з боротьби 2015                                 | Швеція | греко-римська боротьба, до 98 кг | 12     |
| Кубок Владислава Пітласинські 2015                               | Швеція | греко-римська боротьба, до 98 кг | Бронза |
| Кубок Хапаранди з боротьби 2015                                  | Швеція | греко-римська боротьба, до 98 кг | Золото |
| Тор Мастерс 2016                                                 | Швеція | греко-римська боротьба, до 98 кг | Золото |
| Олімпійський кваліфікаційний турнір з боротьби 2016 (Улан-Батор) | Швеція | греко-римська боротьба, до 98 кг | Бронза |
| Гран-прі Німеччини з боротьби 2016                               | Швеція | греко-римська боротьба, до 98 кг | Срібло |

### Виступи на змаганнях молодших вікових груп
| Змагання                                          | Збірна | Вагова категорія                 | Місце  |
| ------------------------------------------------- | ------ | -------------------------------- | ------ |
| Північний чемпіонат з боротьби серед кадетів 2003 | Швеція | греко-римська боротьба, до 85 кг | Срібло |
| Північний чемпіонат з боротьби серед кадетів 2004 | Швеція | греко-римська боротьба, до 85 кг | Золото |
| Чемпіонат Європи з боротьби серед кадетів 2004    | Швеція | греко-римська боротьба, до 85 кг | 4      |
| Північний чемпіонат з боротьби серед юніорів 2006 | Швеція | греко-римська боротьба, до 84 кг | Срібло |
| Чемпіонат Європи з боротьби серед юніорів 2006    | Швеція | греко-римська боротьба, до 84 кг | 7      |
| Чемпіонат світу з боротьби серед юніорів 2006     | Швеція | греко-римська боротьба, до 84 кг | 9      |
| Північний чемпіонат з боротьби серед юніорів 2007 | Швеція | греко-римська боротьба, до 96 кг | Срібло |
| Чемпіонат Європи з боротьби серед юніорів 2007    | Швеція | греко-римська боротьба, до 84 кг | 9      |
| Чемпіонат світу з боротьби серед юніорів 2007     | Швеція | греко-римська боротьба, до 84 кг | Бронза |